# Prestaties
Prestaties è un cortometraggio documentario del 1952, diretto da Charles Dekeukeleire, realizzato sotto gli auspici del Ministerie van Arbejd en Sociale Voorzorg (Ministero del Lavoro e della Previdenza sociale) e del Ministerie van Economische Zaken en Middenstand (Ministero dell'Economia e del Commercio) belgi. 

## Trama
Dalle immagini di un incontro di boxe si passa a considerare il materiale di cui sono costituiti i guantoni. Il cuoio, varie fasi della sua lavorazione, a mezza via fra l'artigianale e l'industriale.